# كارميل-بي-ثي-سي (كاليفورنيا)
كارميل-بي-ثي-سي (بالإنجليزية: Carmel-by-the-Sea )‏ هي إحدى مدن مقاطعة مونتيري، كاليفورنيا. تم إعطاءها لقب مدينة في 31 أكتوبر، 1916.

## المناخ
يظهر الجدول التالي التغييرات المناخية على مدار السنة لكارميل-بي-ثي-سي:
| البيانات المناخية لـكارميل-بي-ثي-سي | البيانات المناخية لـكارميل-بي-ثي-سي | البيانات المناخية لـكارميل-بي-ثي-سي | البيانات المناخية لـكارميل-بي-ثي-سي | البيانات المناخية لـكارميل-بي-ثي-سي | البيانات المناخية لـكارميل-بي-ثي-سي | البيانات المناخية لـكارميل-بي-ثي-سي | البيانات المناخية لـكارميل-بي-ثي-سي | البيانات المناخية لـكارميل-بي-ثي-سي | البيانات المناخية لـكارميل-بي-ثي-سي | البيانات المناخية لـكارميل-بي-ثي-سي | البيانات المناخية لـكارميل-بي-ثي-سي | البيانات المناخية لـكارميل-بي-ثي-سي | البيانات المناخية لـكارميل-بي-ثي-سي |
| الشهر                               | يناير                               | فبراير                              | مارس                                | أبريل                               | مايو                                | يونيو                               | يوليو                               | أغسطس                               | سبتمبر                              | أكتوبر                              | نوفمبر                              | ديسمبر                              | المعدل السنوي                       |
| ----------------------------------- | ----------------------------------- | ----------------------------------- | ----------------------------------- | ----------------------------------- | ----------------------------------- | ----------------------------------- | ----------------------------------- | ----------------------------------- | ----------------------------------- | ----------------------------------- | ----------------------------------- | ----------------------------------- | ----------------------------------- |
| متوسط درجة الحرارة الكبرى °ف (°م)   | 60.1 (15.6)                         | 61.0 (16.1)                         | 64.0 (17.8)                         | 64.9 (18.3)                         | 66.9 (19.4)                         | 68.0 (20.0)                         | 70.0 (21.1)                         | 71.1 (21.7)                         | 70.0 (21.1)                         | 64.0 (17.8)                         | 62.1 (16.7)                         | 60.1 (15.6)                         | 65.1 (18.4)                         |
| متوسط درجة الحرارة الصغرى °ف (°م)   | 43.0 (6.1)                          | 45.0 (7.2)                          | 46.9 (8.3)                          | 48.0 (8.9)                          | 50.0 (10.0)                         | 52.0 (11.1)                         | 53.1 (11.7)                         | 53.1 (11.7)                         | 51.1 (10.6)                         | 46.9 (8.3)                          | 46.0 (7.8)                          | 43.0 (6.1)                          | 48.2 (9.0)                          |
| الهطول إنش (مم)                     | 4.19 (106)                          | 3.75 (95)                           | 3.53 (90)                           | 1.48 (38)                           | 0.50 (13)                           | 0.20 (5.1)                          | 0.09 (2.3)                          | 0.11 (2.8)                          | 0.28 (7.1)                          | 1.06 (27)                           | 2.43 (62)                           | 2.73 (69)                           | 20.35 (517)                         |
| المصدر:                             |                                     |                                     |                                     |                                     |                                     |                                     |                                     |                                     |                                     |                                     |                                     |                                     |                                     |

## أعلام
- اليسون إيستوود
- كاتي لي
- ديك سارجينت
- جيريمي سمبتر
- روبرت أنسون هاينلاين
- سكوت إيستوود
- جوان فونتين